# Mandela, Lazio
Mandela är en ort och kommun i storstadsregionen Rom, innan 2015 provinsen Rom, i regionen Lazio i Italien. Kommunen hade 922 invånare (2018).